# Corebo
Corebo (Coroebus) foi um jovem guerreiro, filho de Migdão, rei da Frígia, aliado dos troianos na Guerra de Troia, e noivo de Cassandra. Ele é citado principalmente por Virgílio, na Eneida, havia chegado pouco antes da queda de Troia trazendo reforços para Príamo. Quando Troia é dominada pelos gregos, Eneias encontra Corebo, Ífito e Rifeu, lutando contra alguns gregos, eles se unem e sobem para a parte principal da cidade onde encontram os gregos saqueando o templo de Atena, onde se encontra a princesa e sacerdotisa, noiva de Corebo, Cassandra que esta sendo arrastada por Ájax, filho de Ileu, Corebo se lança à luta para salvar a amada, por um momento os troianos conseguem salvar Cassandra, mas os gregos se voltam furiosos. Corebo então é morto por Peneleu, numa espécie de duelo. Só resta Eneias que abandona a luta em desvantagem.